# Roda Sport
Maillots
Roda Sport est un club de football néerlandais situé à Kerkrade fondé le 10 novembre 1954, à la suite de la fusion du SV Bleijerheide avec le SV Kerkrade.
Le club disparaît en 1962 lorsqu'il fusionne avec le Rapid JC pour donner naissance au Roda JC.

## Histoire

### SV Bleijerheide
Le premier des ancêtres de Roda Sport est le VV Bleijerheide (nl). Ce club est fondé le 27 juillet 1914 en tant que BVV Sparta.
Le club s'inscrit d'abord auprès de la Limburgse voetbalbond, qui est rattachée à la NVB, puis rejoint la toute nouvelle fédération catholique qui est fondée en 1917 en raison de la pilarisation de la société néerlandaise. Mais en 1923 le club rejoint la NVB et doit changer son nom en raison d'une homonymie avec le Sparta Rotterdam. Le club devient à cette occasion le SV Bleijerheide.
Le VV Bleijerheide passe sa première saison dans l'élite du football néerlandais lors de la saison 1931-1932. Jusqu'au déclenchement de la Seconde Guerre mondiale, l'équipe est une des meilleures de son district national.

### SV Kerkrade
Le SV Kerkrade (nl) est formé en tant que RKVV Kerkrade le 1er août 1926 et s'inscrit auprès de la fédération catholique. Il y évolue jusqu'en 1940, lorsque toutes les fédérations régionales et communautaires sont obligées de fusionner avec la NVB sur ordre de l'occupant allemand.
En 1948, l'équipe est promue en Eerste Klasse.
Le club porte le nom complet de SV Kerkrade Minor et était aussi connu sous le nom de Kerkrade Minor, ou tout simplement de Minor. 

### Fusions
|  |  | SV Kerkrade 1926-1954 | SV Kerkrade 1926-1954 | SV Kerkrade 1926-1954 | SV Kerkrade 1926-1954 | SV Kerkrade 1926-1954 | SV Kerkrade 1926-1954 |                      |                      | VV Bleijerheide 1914-1954 | VV Bleijerheide 1914-1954 | VV Bleijerheide 1914-1954 | VV Bleijerheide 1914-1954 | VV Bleijerheide 1914-1954 | VV Bleijerheide 1914-1954 |  |  | VV Juliana 1910-1954 | VV Juliana 1910-1954 | VV Juliana 1910-1954 | VV Juliana 1910-1954 | VV Juliana 1910-1954 | VV Juliana 1910-1954 |                    |                    | Rapid '54 1954     | Rapid '54 1954     | Rapid '54 1954 | Rapid '54 1954 | Rapid '54 1954 | Rapid '54 1954 |  |  |  |  |  |  |  |  |  |  |  |  |  |  |  |  |  |  |  |  |  |  |  |  |
|  |  | SV Kerkrade 1926-1954 | SV Kerkrade 1926-1954 | SV Kerkrade 1926-1954 | SV Kerkrade 1926-1954 | SV Kerkrade 1926-1954 | SV Kerkrade 1926-1954 |                      |                      | VV Bleijerheide 1914-1954 | VV Bleijerheide 1914-1954 | VV Bleijerheide 1914-1954 | VV Bleijerheide 1914-1954 | VV Bleijerheide 1914-1954 | VV Bleijerheide 1914-1954 |  |  | VV Juliana 1910-1954 | VV Juliana 1910-1954 | VV Juliana 1910-1954 | VV Juliana 1910-1954 | VV Juliana 1910-1954 | VV Juliana 1910-1954 |                    |                    | Rapid '54 1954     | Rapid '54 1954     | Rapid '54 1954 | Rapid '54 1954 | Rapid '54 1954 | Rapid '54 1954 |  |  |  |  |  |  |  |  |  |  |  |  |  |  |  |  |  |  |  |  |  |  |  |  |
|  |  |                       |                       |                       |                       |                       |                       |                      |                      |                           |                           |                           |                           |                           |                           |  |  |                      |                      |                      |                      |                      |                      |                    |                    |                    |                    |                |                |                |                |  |  |  |  |  |  |  |  |  |  |  |  |  |  |  |  |  |  |  |  |  |  |  |  |
|  |  |                       |                       |                       |                       |                       |                       |                      |                      |                           |                           |                           |                           |                           |                           |  |  |                      |                      |                      |                      |                      |                      |                    |                    |                    |                    |                |                |                |                |  |  |  |  |  |  |  |  |  |  |  |  |  |  |  |  |  |  |  |  |  |  |  |  |
|  |  |                       |                       |                       |                       | Roda Sport 1954-1962  | Roda Sport 1954-1962  | Roda Sport 1954-1962 | Roda Sport 1954-1962 | Roda Sport 1954-1962      | Roda Sport 1954-1962      |                           |                           |                           |                           |  |  |                      |                      |                      |                      | Rapid JC 1954-1962   | Rapid JC 1954-1962   | Rapid JC 1954-1962 | Rapid JC 1954-1962 | Rapid JC 1954-1962 | Rapid JC 1954-1962 |                |                |                |                |  |  |  |  |  |  |  |  |  |  |  |  |  |  |  |  |  |  |  |  |  |  |  |  |
|  |  |                       |                       |                       |                       | Roda Sport 1954-1962  | Roda Sport 1954-1962  | Roda Sport 1954-1962 | Roda Sport 1954-1962 | Roda Sport 1954-1962      | Roda Sport 1954-1962      |                           |                           |                           |                           |  |  |                      |                      |                      |                      | Rapid JC 1954-1962   | Rapid JC 1954-1962   | Rapid JC 1954-1962 | Rapid JC 1954-1962 | Rapid JC 1954-1962 | Rapid JC 1954-1962 |                |                |                |                |  |  |  |  |  |  |  |  |  |  |  |  |  |  |  |  |  |  |  |  |  |  |  |  |
|  |  |                       |                       |                       |                       |                       |                       |                      |                      |                           |                           |                           |                           |                           |                           |  |  |                      |                      |                      |                      |                      |                      |                    |                    |                    |                    |                |                |                |                |  |  |  |  |  |  |  |  |  |  |  |  |  |  |  |  |  |  |  |  |  |  |  |  |
|  |  |                       |                       |                       |                       |                       |                       |                      |                      |                           |                           |                           |                           |                           |                           |  |  |                      |                      |                      |                      |                      |                      |                    |                    |                    |                    |                |                |                |                |  |  |  |  |  |  |  |  |  |  |  |  |  |  |  |  |  |  |  |  |  |  |  |  |
|  |  |                       |                       |                       |                       |                       |                       |                      |                      |                           |                           |                           |                           | Roda JC Depuis 1962       |                           |  |  |                      |                      |                      |                      |                      |                      |                    |                    |                    |                    |                |                |                |                |  |  |  |  |  |  |  |  |  |  |  |  |  |  |  |  |  |  |  |  |  |  |  |  |

Lorsque le football professionnel est autorisé par la KNVB en octobre 1954, les différents clubs de Kerkrade et de Heerlen rentrent en pourparler pour fusionner ensemble. Le VV Bleijerheide et le SV Kerkrade décident de fusionner ensemble.
Dans un premier temps il est envisagé d'appeler le nouveau club SV RODA. Un club à Deventer est déjà inscrit sous cette appellation auprès de la KNVB, RODA étant alors l'acronyme de Recht Op Doel Af (« Droit Au But »). En raison de l'homonymie les dirigeants doivent trouver une alternative et décident alors de prendre le nom de Roda-Sport,.
Les couleurs sont le jaune et le noir. Bleijerheide évoluait jusqu'alors essentiellement en noir, alors que Minor jouait en jaune et rouge. Le jaune du SV Kerkrade Minor étant une référence à l'Église catholique romaine. 
L'équipe joue son premier match le 17 novembre 1954 à Kerkrade, un match amical qu'elle remporte 4 à 2 face à VVH.
Roda Sport débute donc dans le groupe A du nouveau championnat débutant fin 1954 associant équipes de la KNVB et de la NBVB dans le but d'établir un nouveau championnat professionnel, l'Eredivisie. Roda Sport se qualifie à l'issue de la saison 1954-1955 en Hoofdklasse, l'élite provisoire du football néerlandais. La saison 1955-1956 s'avère être un échec puisque le club ne parvient pas à se qualifier pour l'Eredivisie et est reversé en Eerste Divisie.
L'équipe reste trois saisons en deuxième division, et est reléguée en 3e division à l'issue de la saison 1958-1959. Roda Sport passe ensuite trois saisons en Tweede Divisie avant de fusionner, en 1962, avec Rapid JC pour donner naissance au Roda JC. Le club de Roda Sport disparaît à cette occasion.

## Infrastructures
Le club joue dans un premier temps dans le stade du SV Kekrade, situé sur la Rolduckerstraat. Il déménage sur l'ancien terrain du SV Bleijerheide sur la Jonkerbergstraat pour ses dernières années d'existence.